# Lapo Visconti
Lapo Visconti (Pisa, ... – San Miniato, 11/12 giugno 1275) è stato un nobile italiano, figlio del giudice di Gallura Giovanni Visconti e fratello maggiore del celeberrimo Nino.

## Biografia
Figlio del giudice di Gallura Giovanni e della di lui moglie, un'anonima figlia di Ugolino della Gherardesca, dovette con lui fuggire nel 1274, quando la consorteria viscontea fu esiliata dalla città di Pisa. Segì dunque il padre negli spostamenti durante la guerra della coalizione guelfa contro la ghibellina città dell'Arno. Ormai vicino alla vittoria, il padre di Lapo morì il 19 maggio 1275, venendo sepolto a San Miniato; il ragazzo non gli sopravvisse tuttavia per molto: come risulta da una lapide, Lapo morì a meno di un mese di distanza dal genitore, l'11 o il 12 giugno dello stesso anno.